# جاستین چتوین
جاستین چتوین (انگلیسی: Justin Chatwin؛ زاده ۳۱ اکتبر ۱۹۸۲) یک هنرپیشه اهل کانادا است.
از فیلم‌ها یا برنامه‌های تلویزیونی که وی در آن نقش داشته است می‌توان به جنگ دنیاها، مردن در تیراندازی، چیپس، شادی در دوزهای کم و اصرار اشاره کرد.